# Deutsche Gehörlosen-Jugend

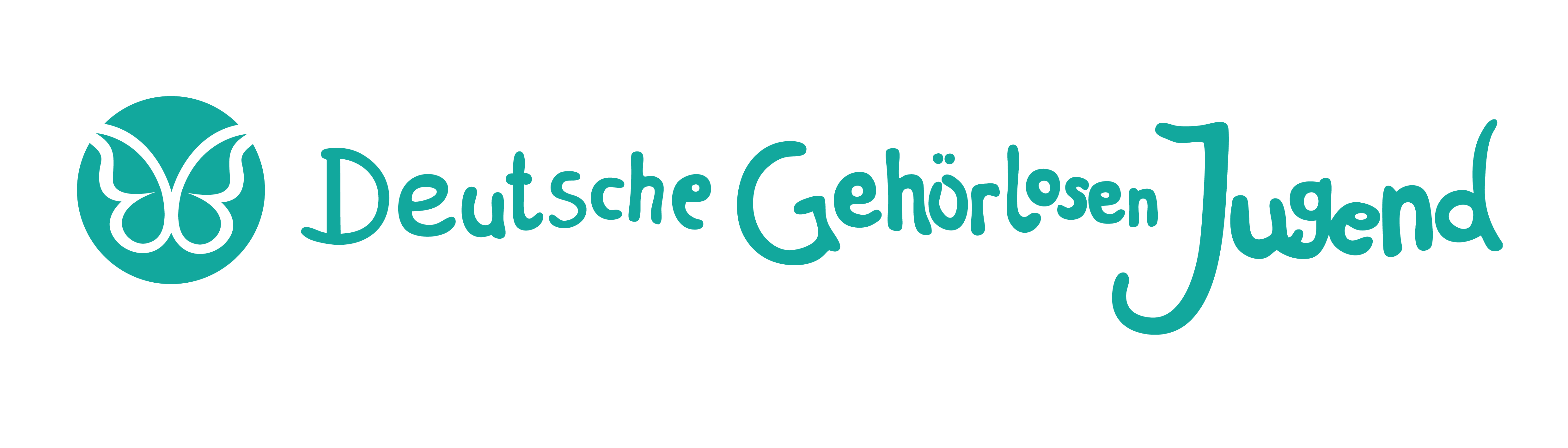
Logo des DGJ

Der Deutsche Gehörlosen-Jugend e. V. (DGJ) mit Geschäftsstelle in Berlin ist ein bundesweiter Zusammenschluss von Landesverbänden der Gehörlosen, die Jugendarbeit betreiben, sowie von eigenständigen Organisationen tauber Jugendlicher. Die Deutsche Gehörlosen-Jugend stellt somit bundesweit die Interessenvertretung für 14.000 schwerhörige und taube Kinder und Jugendliche dar. Über die Landesverbände sind ca. 6.600 Mitglieder aus mehr als 600 Vereinen in der DGJ organisiert.

## Geschichte
Die Deutsche Gehörlosen-Jugend wurde am 20. März 2004 in Hamburg gegründet und im Oktober 2005 offiziell als eigenständige Jugendorganisation in den Deutschen Gehörlosen-Bund aufgenommen.

## Arbeitsschwerpunkte
Die DGJ hat ein breit gefächertes Angebot für taube und schwerhörige Kinder und Jugendliche. Dazu gehören ein Kindercamp, ein Jugendcamp, diverse Bildungsveranstaltungen und Beratungen.
Außerdem setzt sich die Deutsche Gehörlosen-Jugend als Interessenvertretung auf politischer Ebene für die Belange tauber und schwerhöriger Kinder und Jugendlicher ein. Hierfür sammelt und bündelt der Verein Forderungen, Wünsche und Interessen tauber und schwerhöriger Kinder und Jugendlicher und vertritt diese gegenüber öffentlichen und privaten Stellen auf Bundesebene.
Des Weiteren betreibt die DGJ Öffentlichkeitsarbeit um die Gesellschaft in Bezug auf Taubheit, Schwerhörigkeit und Gebärdensprache zu informieren und zu sensibilisieren.
Die Erarbeitung und Sicherung von Rahmenbedingungen für eine leistungsfähige Infrastruktur der Kinder- und Jugendarbeit in Bezug auf Taube und Schwerhörige in Deutschland stellt ein weiteres Aufgabenfeld der Deutschen Gehörlosen-Jugend dar.
Auch die Zusammenarbeit mit anderen nationalen und internationalen Verbänden wie der European Union of the Deaf Youth und der World Federation of Deaf Youth, die taube und schwerhörige Kinder und Jugendliche fördern, ist  Bestandteil der Aufgaben des Deutschen Gehörlosen-Jugend. Damit einher geht auch das Ziel, ein Zusammenwachsen der jungen tauben Generation Europas zu fördern, indem zu Verständigung und Toleranz über Grenzen hinweg aufgerufen wird.

## Aufbau
Der DGJ wird von einem ehrenamtlichen Vorstand geleitet. Er besteht aus dem Bundesjugendvorsitzenden und einem Finanzreferenten, die gemeinsam die Fachgebiete Finanzen, Öffentlichkeitsarbeit und Koordination der Projekte abdecken. Zudem kann es weitere Beisitzer geben. Unterstützt wird der ehrenamtliche Vorstand durch hauptamtliches Personal in der Geschäftsstelle in Berlin. Als ordentliche Mitglieder gelten alle Landesverbände im Bundesgebiet. Außerordentliche Mitglieder der DGJ sind z. B. verschiedene eigenständige Jugendorganisationen. Die Bundesjugendversammlung ist das höchste Entscheidungsgremium der DGJ und findet jährlich in verschiedenen Orten in Deutschland statt. Der Bundesjugendvorstand besteht aus zwei Bundesjugendvorsitzenden und jeweils einem Finanzreferenten.

## Auszeichnungen

### Person des Jahres der Deutschen Gehörlosen-Jugend
Jedes Jahr wird im Deutschen Gehörlosen-Jugend e. V. ein Jugendlicher oder junger Erwachsener zur „Person des Jahres“  gekürt. Diese Person wird von den Jugendlichen der Gehörlosengemeinschaft selbst vorgeschlagen und ausgewählt, wenn sie sich in einem Jahr viel für taube Menschen in Bereichen wie Kultur, Politik, Bildung u. a. eingesetzt hat und man ihr herausragendes Engagement belohnen will.

### Jugendpreis der Deutschen Gehörlosen-Jugend
Der Jugendpreis der Deutschen Gehörlosen-Jugend wird in Verbindung mit dem Jugendfestival vergeben. Hier wird eine Person des Vorstandes der Deutschen Gehörlosen-Jugend ausgewählt und geehrt. Das Engagement der Person soll für die  Taubengemeinschaft langfristig ausschlaggebend sein, da er/sie sich für taube Menschen in Bereichen wie Kultur, Politik, Bildung u. a. eingesetzt hat.